# Mycobacterium kansasii
Mycobacterium kansasii es una micobacteria que, junto con M. gastri y M. nebraskense, forma parte del clado de M. kansasii. Es una de las micobacterias aisladas más frecuentemente en Estados Unidos y Europa y provoca una enfermedad indistinguible de la tuberculosis pulmonar. Recibe su nombre por el estado de Kansas, donde se aisló por primera vez.

## Microbiología
Pertenece al grupo I (micobacterias fotocromógenas de crecimiento lento) de la clasificación de Runyon. Cuando M. kansasii se cultiva en la oscuridad no produce pigmento, pero, a la luz, las colonias se vuelven naranjas por la producción de beta-caroteno.